# Setophaga
Setophaga är ett släkte skogssångare i familjen Parulidae. Hanarna är ofta väldigt färgrika i sin häckningsdräkt. Sångarna är ett exempel på adaptiv radiering där de olika arterna använder sig av olika tekniker för födointag, ofta på olika delar av samma träd.
29 av släktets medlemmar placerades tidigare i släktet Dendroica. Den enda ursprungliga medlemmen av Setophaga var rödstjärtad skogssångare. Genetiska studier har visat att Dendroica och Setophaga borde slås samman, vilket American Ornithologists' Union och International Ornithological Congress accepterat. Då Setophaga som namn är äldre än Dendroica (1827 mot 1842) har de nu placerats under Setophaga. Även ett par av messkogssångare (Parula) och kapuschongskogssångare (tidigare i Wilsonia) förs till detta expanderade skogssångarsläkte.
Numera omfattar släktet 34 arter som förekommer framför allt i Nordamerika och Västindien, men också i Centralamerika och ett par arter i Sydamerika söderut till norra Argentina:
- Blygrå skogssångare (S. plumbea)
- Jamaicaskogssångare (S. pharetra)
- Elfinskogssångare (S. angelae)
- Banksianaskogssångare (S. kirtlandii)
- Rödstjärtad skogssångare (S. ruticilla)
- Kapuschongskogssångare (S. citrina) – placerades tidigare i Wilsonia
- Blåryggig skogssångare (S. caerulescens)
- Blåvit skogssångare (S. cerulea)
- Messkogssångare (S. americana) – placerades tidigare i Parula
- Tropikskogssångare (S. pitiayumi) – placerades tidigare i Parula
- Magnoliaskogssångare (S. magnolia)
- Orangestrupig skogssångare (S. fusca)
- Vitkindad skogssångare (S. striata)
- Brunbröstad skogssångare (S. castanea)
- Brunsidig skogssångare (S. pensylvanica)
- Gul skogssångare (S. aestiva)
- Mangroveskogssångare (S. petechia)
- Brunkindad skogssångare (S. tigrina)
- Brunhättad skogssångare (S. palmarum)
- Gulgumpad skogssångare (S. coronata)
- Bahamaskogssångare (S. flavescens)
- Gulstrupig skogssångare (S. dominica)
- Olivkronad skogssångare (S. pityophila)
- Tallskogssångare (S. pinus)
- Snårskogssångare (S. discolor)
- Caymanskogssångare (S. vitellina)
- Puertoricoskogssångare (S. adelaidae)
- Saintluciaskogssångare (S. delicata)
- Barbudaskogssångare (S. subita)
- Svartstrimmig skogssångare (S. nigrescens)
- Ponderosaskogssångare (S. graciae)
- Grönryggig skogssångare (S. virens)
- Gulkindad skogssångare (S. chrysoparia)
- Eremitskogssångare (S. occidentalis)
- Granskogssångare (S. townsendi)